# Hans-Joachim Gehrke
Hans-Joachim Gehrke (nacido el 28 de octubre de 1945 en Salzgitter-Lebenstedt) es un arqueólogo clásico alemán.

## Carrera
De 1987 a 2008, fue profesor de historia antigua en la universidad Albert-Ludwig de Friburgo, habiendo enseñado antes en las universidades de Gotinga y de Wurtzbourg y en la universidad Libre de Berlín. Fue presidente del Instituto Arqueológico Alemán de 2008 a 2011. Friederike Fless le sucedió.

## Algunas publicaciones
- Phokion. Studien zur Erfassung seiner historischen Gestalt (= Zetemata. Bd. 64). C. H. Beck, München 1976, ISBN 3-406-05154-5 (Zugleich: Gotinga, Univ., Diss., 1973).
- Stasis. Untersuchungen zu den inneren Kriegen in den griechischen Staaten de los 5. und 4. Jahrhunderts v. Chr. (= Vestigia. Bd. 35). C. H. Beck, München 1985, ISBN 3-406-08065-0 (Zugleich: Gotinga, Univ., Habil.-Schr., 1981).
- Jenseits von Athen und Esparta. Das dritte Griechenland und seine Staatenwelt. C. H. Beck, München 1986, ISBN 3-406-31537-2.
- Geschichte des Hellenismus (= Oldenbourg-Grundriß der Geschichte. Bd. 1TIENE). Oldenbourg, München 1990, ISBN 3-486-53051-8 (en traducción griega: Ιστορία του ελληνιστικού κόσμου. Μορφωτικό Ίδρυμα Εθνικής Τραπέζης, Αθήνα, 2000, ISBN 960-250-202-9).
- Alexander der Große (= Beck'sche Reihe 2043 C. H. Beck Wissen). C. H. Beck, München 1996, ISBN 3-406-41043-X (en traducción española: Alejandro Magno (= Flashback. Vol. 1). Acento, Madrid 2001, ISBN 84-483-0558-2; en traducción checa: Alexander Veliký. Svoboda, Praga, 2002, ISBN 80-205-1034-6).
- Kleine Geschichte der Antike. C. H. Beck, München 1999, ISBN 3-406-45530-1 (als Taschenbuch: (= dtv 34041). Deutscher Taschenbuch-Verlag, München, 2003, ISBN 3-423-34041-X). En traducción italiana: Breve storia dell'antichità, trad. Giovanna Turrini, ed. Einaudi, 2002, ISBN 9788806160135
- als Herausgeber con Helmuth Schneider: Geschichte der Antike. Ein Studienbuch. J. B. Metzler, Stuttgart/Weimar, 2000, ISBN 3-476-01455-X.